# 우마르 곤잘레스
우마르 곤잘레스(프랑스어: Oumar Gonzalez, 1998년 2월 25일 ~ )는 카메룬의 축구 선수로, 현재 사우디아라비아의 알라에드와 카메룬 국가대표팀에서 수비수로 활약하고 있다.

## 구단 경력
2015년 8월 10일, 곤잘레스는 메스와 첫 프로 계약을 맺었다.  여러 클럽에서 몇 시즌을 임대한 후, 그는 2019년 6월 7일, 샹블리와 계약했다. 곤잘레스는 2019년 7월 26일, 1-0으로 이긴 발랑시엔와의 리그 2 경기에서 프로 데뷔 전을 치렀다.
2023년 8월 17일, 곤잘레스는 사우디 프로페셔널리그의 알라에드에 입단했다.

## 국가대표팀 경력
곤잘레스는 2019년 아프리카 U-23 네이션스컵에 카메룬 U-23 국가대표팀으로 참가했다.
그는 2023년 6월 10일 멕시코와의 친선 경기에서 카메룬 국가대표팀 데뷔 전을 치렀고, 90분을 소화했다.
2023년 12월 28일, 리고베르 송이 선정한 카메룬 선수 27명 중에서 2023년 아프리카 네이션스컵에 출전할 선수로 선정되었다.

## 사생활
카메룬에서 태어난 곤잘레스는 멕시코 양아버지의 스페인 성을 따왔다. 그는 카메룬, 프랑스, 멕시코 국적을 가지고 있다.
그에게는 2017년에 태어난 미아 곤잘레스라는 죽은 딸이 있다.